# Deniss Meļņiks
Deniss Meļņiks (Samtredia, 7 de septiembre de 2002) es un futbolista letón que juega en la demarcación de centrocampista para el FK Auda de la Virslīga.

## Selección nacional
Tras jugar con las categorías inferiores de la selección, finalmente el 10 de septiembre de 2024 hizo su debut con la selección de Letonia en un partido de la Liga de Naciones de la UEFA 2024-25 contra Islas Feroe que finalizó con un resultado de 1-0 a favor del combinado letón tras el gol de Renārs Varslavāns.

## Clubes
| Club                | País    | Año       | Partidos | Goles |
| ------------------- | ------- | --------- | -------- | ----- |
| FK Spartaks Jūrmala | Letonia | 2021-2022 | 39       | 0     |
| FK Auda             | Letonia | 2023      | 18       | 1     |
| Riga FC (cedido)    | Letonia | 2023      | 4        | 0     |
| FK Auda             | Letonia | 2024-     | 36       | 5     |